# Boeslunde Kirke
Boeslunde Kirke beliggende i landsbyen Boeslunde, ca. fem kilometer nord for Skælskør, er en af de yngste landsbykirker på Skælskøregnen, kun omkring 700 år. Kirken er i næsten ren gotisk stil og særpræget gennem det toskibede lave kirkerum, der er overdækket af 8 smukke hvælv. Kirken er påbegyndt omkring 1300 og siden blevet udvidet i etaper, indtil den nåede sin nuværende størrelse omkring 1450.
Grunden til at kirken er bygget så sent, er formentlig, at Boeslunde er et af de steder på Sjælland, hvor man først byggede en kirke, nemlig en stavkirke af træ. Der er ganske vist ingen spor af den, men Borgbjerg Banke lige vest for Boeslunde kirke var i oldtiden et kendt og besøgt helligsted med sin egen helligkilde. Og mange af de første kirker i landet blev bygget på helligstederne for således at undertrykke den gamle religion. Sagnet fortæller nemlig, at trolden Borg ikke kunne lide, at man byggede en kirke på hans banke, og derfor rev han den ned om natten. Muligvis er en trækirke på bakken brændt, og på den måde er sagnet opstået.

## Boeslunde-alteret
Kirkens gamle altertavle og alterbordsforside er i dag på Nationalmuseet.
- Detalje
- Detalje
- Detalje
- Detalje
- Alterbordsforsiden

## Eksterne kilder og henvisninger
- Boeslunde Kirke på KortTilKirken.dk